# Leslie Hore-Belisha
Isaac Leslie Hore-Belisha, 1. baron Hore-Belisha (ur. 7 września 1893 w Plymouth, zm. 16 lutego 1957 w Reims) – brytyjski polityk, członek Partii Liberalnej, Narodowej Partii Liberalnej i Partii Konserwatywnej, minister w rządach Ramsaya MacDonalda, Stanleya Baldwina, Neville’a Chamberlaina i Winstona Churchilla.

## Wczesne lata życia i początki kariery politycznej
Hore-Belisha pochodził z zamożnej żydowskiej, pochodzącej z Maroka, rodziny kupieckiej. Był jednym synem Jacoba Isaaca Belishy i Elizabeth Miers, a jego dziadek Izaak był głową gminy sefardyjskiej w Manchesterze. Ojciec zmarł w 1894 r., a matka wyszła ponownie za mąż w 1912 r. za sir Adaira Hore’a. Leslie przybrał wówczas nazwisko Hore-Belisha. Wykształcenie odebrał w Clifton College, w Paryżu, w Heidelbergu, a wreszcie w St. John’s College na Uniwersytecie Oksfordzkim. Podczas studiów był przewodniczącym Oxford Union Society. Walczył podczas I wojny światowej i dosłużył się rangi majora. Po wojnie rozpoczął praktykę adwokacką.
W 1922 r. bez powodzenia startował w wyborach do Izby Gmin z okręgu Plymouth Devonport z ramienia Partii Liberalnej. Miejsce w parlamencie uzyskał z tego okręgu dopiero w 1923 r. Należał do prawego skrzydła Partii Liberalnej i sprzeciwiał się poparciu, jakiego liberałowie udzielili mniejszościowemu rządowi Partii Pracy w 1924 r. Po utworzeniu rządu narodowego w 1931 r. Hore-Belisha znalazł się w gronie jego zwolenników i został członkiem Narodowej Partii Liberalnej.

## Członek gabinetu

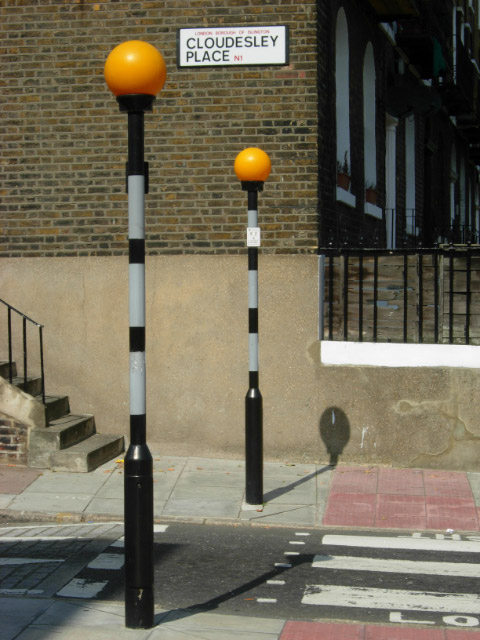
Belisha beacons przy przejściu dla pieszych w Londynie

Po wyborach 1931 r. został młodszym ministrem w Zarządzie Handlu. W 1932 r. został finansowym sekretarzem skarbu, a w 1934 r. ministrem transportu. Na tym stanowisku zmienił prawo o ruchu drogowym, wprowadzając testy na prawo jazdy oraz wysokie słupy pomalowane w czarno-białe paski, zwieńczone migającą pomarańczową latarnią, umieszczane przy przejściach dla pieszych. Na cześć ministra nazwane zostały „Belisha beacon”. W 1937 r. został przeniesiony na stanowisko ministra wojny.
W 1938 r. Hore-Belisha postulował przeprowadzenie poboru do wojska, ale sprzeciwił się temu Chamberlain. Podczas swojego urzędowania Hore-Belisha podniósł żołd, emerytury, zwiększył możliwość awansu żołnierzom pochodzącym z rodzin robotniczych, poprawił stan baraków wojskowych oraz przyznał żonatym żołnierzom prawo mieszkania z rodzinami. Na początku 1939 r. uzyskał zgodę gabinetu na przeprowadzenie powszechnego poboru. Minister doprowadził również do zmian personalnych w Imperialnym Sztabie Generalnym, co spotkało się ze złym przyjęciem ze strony najwyższych dowódców, m.in. szefa tego sztabu, lorda Gorta.
Hore-Belisha został nagle zdymisjonowany ze stanowiska w styczniu 1940 r. Było to zwieńczenie konfliktu ministra z kolegami z gabinetu oraz z lordem Gortem. Chamberlain zaproponował Hore-Belishy stanowisko ministra informacji lub przewodniczącego Zarządu Handlu, ale były minister odmówił i wycofał się z gabinetu. W 1942 r. opuścił Narodową Partię Liberalną i przez kolejne lata zasiadał w Izbie Gmin jako deputowany niezależny. W rządzie dozorującym Churchilla w 1945 r. był ministrem zabezpieczenia socjalnego.

## Dalsze lata
W wyborach 1945 r. Hore-Belisha wystartował jako kandydat niezależny, ale przegrał z kandydatem laburzystów Michaelem Footem. Następnie wstąpił do Partii Konserwatywnej i w 1947 r. został wybrany do rady miasta Westminster. W 1950 r. bez powodzenia startował w wyborach parlamentarnych w okręgu Coventry South. W 1954 r. otrzymał tytuł 1. barona Hore-Belisha i zasiadł w Izbie Lordów.
W lutym 1957 r. lord Hore-Belisha przewodniczył brytyjskiej parlamentarnej delegacji we Francji. Podczas przemówienia, które wygłaszał w Reims, baron nagle upadł i zmarł kilka minut później. Jako przyczynę śmierci podano wylew krwi do mózgu. Leslie i jego żona Cynthia (którą poślubił w 1944 r.) nie mieli razem dzieci, w związku z czym wraz z jego śmiercią wygasł tytuł barona.